# Forces spéciales : l'expérience
Forces spéciales : l'expérience est une émission de télévision française produite par Adventure Line Productions diffusée du 4 août 2020 au 18 août 2020 sur M6.
L'émission est une adaptation de l'émission anglaise SAS: Who Dares Wins (en) diffusée sur Channel 4.

## Principe
25 candidats (22 hommes et 3 femmes) vont vivre les méthodes de sélection des Forces spéciales. Dans une ancienne base militaire située dans l'Aisne et pendant neuf jours, pour les meilleurs d'entre eux, les civils vont devoir relever les défis du stage pensé par quatre instructeurs, des anciens membres des Forces spéciales. Ils sont là pour jauger leur niveau physique et mesurer leur force mentale. C'est eux qui décident si les volontaires ont les qualités requises pour poursuivre la sélection. Il n'y a rien à gagner, le seul objectif pour les candidats est de se dépasser. Chaque candidats porte un numéro de 1 à 25, ils peuvent décider d'abandonner à tout moment en retirant leurs numéros.

## Présentateurs
L'émission est présentée par 4 instructeurs, anciens membres des Forces spéciales, qui ont décidé d'utiliser des pseudonymes :
- Ryan, tireur d’élite.
- Victor, spécialiste de la protection de personnes "sensibles".
- Bije, spécialiste de protection rapprochée de hautes autorités.
- Crao, spécialiste en libération d’otages.

## Candidats
25 candidats (22 hommes et 3 femmes) participent à l'émission :
- numéro 1 : Maguy, préparatrice de commandes
- numéro 2 : Benjamin, interne en chirurgie
- numéro 3 : Jean-Baptiste, étudiant
- numéro 4 : Théo, commercial
- numéro 5 : Denis, professeur de judo
- numéro 6 : Jordan, travaille dans le "plastique" (PVC...)
- numéro 7 : Thibault
- numéro 8 : Voskan, étudiant
- numéro 9 : Sami, chef d'entreprise
- numéro 10 : Walid, coach sportif
- numéro 11 : Gauthier, chef d'entreprise
- numéro 12 : Matthieu, chef d'entreprise
- numéro 13 : Sébastien, surveillant pénitentiaire
- numéro 14 : Terence, professeur d'éducation civique
- numéro 15 : Karen, préparatrice physique
- numéro 16 : Christophe, professeur de karaté
- numéro 17 : Thomas, professeur de mathématiques
- numéro 18 : Guilhaume, restaurateur
- numéro 19 : Christophe, bûcheron
- numéro 20 : Christophe, commercial
- numéro 21 : Jessica, coach sportif
- numéro 22 :
- numéro 23 : Rudy, pompier professionnel
- numéro 24 : Julien, restaurateur
- numéro 25 : Jérémy, maître d'hôtel

## Épisodes

### Épisode 1: Évaluation
Pour la première fois, des civils volontaires vont se confronter à la sélection des Forces spéciales. Des épreuves vont leur permettre de jauger leur niveau physique mais plus encore de mesurer leur force mentale.

### Épisode 2: Les limites
Les instructeurs ont déjà testé la condition physique des candidats. Mais dans les Forces Spéciales, il n'y a pas que la condition physique, il y a aussi les volets techniques et tactiques qui sont tout aussi primordiaux. Les instructeurs vont donc tester les volontaires sur des techniques des Forces Spéciales en milieu urbain.

### Épisode 3: Immersion
Les candidats ont déjà pu tester la condition physique et la technique des recrues. En plus de devoir mettre en pratique ces fondamentaux appris pendant les premiers jours, les candidats vont désormais devoir démontrer leurs compétences tactiques en s'immergeant dans tous les aspects d'une mission des Forces spéciales. Pour cela, les instructeurs vont les tester sur des exercices incontournables, notamment la "marche lourde".

### Épisode 4: Résistance
Les volontaires entrent dans la dernière phase de sélection du stage de formation des Forces spéciales, qui est également la plus difficile. Ils vont devoir démontrer aux instructeurs qu'ils ont assimilé tout ce qu'ils ont appris. Pour cela, les instructeurs vont les confronter à un exercice typique des Forces spéciales : la libération d'otages. L'objectif est d'identifier et de retrouver rapidement des photos d'ennemis et d'otages sur le terrain en se rappelant du plan des lieux. Les instructeurs évalueront la capacité des volontaires à agir de sang-froid en situation de stress.
À l'issue de l'épisode, 4 candidats (les numéros 8, 9,11 et 25) ont validé leur stage.

## Audience
| Émission  | Jour et horaire de diffusion | Nombre de téléspectateurs | Part de marché sur les 4 ans et plus |
| --------- | ---------------------------- | ------------------------- | ------------------------------------ |
| Lancement | Mardi 4 août 2020            | 1 560 000                 | 8,6 %                                |
| -         | Mardi 11 août 2020           | 1 350 000                 | 7,7 %                                |
| -         | Mardi 18 août 2020           | 1 088 000                 | 5,7 %                                |
| Fin       | Mardi 18 août 2020           |                           |                                      |